# Університет Баня-Луки
Університет Баня-Луки (серб. Универзитет у Бањој Луци, Univerzitet u Banjoj Luci) — державний університет міста Баня-Лука, Боснія і Герцеговина. Університет Баня-Луки був створений 7 листопада 1975 і на той момент налічував 5 факультетів. Це найстаріший і найбільший університет Республіки Сербської і другий за величиною університет у Боснії і Герцеговині.
Більшість сучасних 16 факультетів Університету Баня-Луки розташовані в двох кампусах, які розташовані поблизу ріки Врбас і недалеко від центру міста.
Болонський процес почався в усіх навчальних програмах в Університеті Баня-Луки в 2006–2007 навчальному році, хоча деякі факультети почали Болонську реформу раніше.
З 13 квітня 2011 Університет є повноправним членом Асоціації університетів Європи. Крім того, є членом Європейського лісового інституту і бере участь в програмі TEMPUS, CEEPUS і сьомій Рамковій програмі.
За допомогою програм обміну студентами співпраця університету відбувається з Римським університетом ла Сапієнца, Пловдивським університетом, Університетом Страсбурга, Університетом Граца, Університетом округу Колумбія, Університетом Приштини і Університетом Фрайбурга.